# Scaphoideus anguis
Scaphoideus anguis är en insektsart som beskrevs av Barnett 1979. Scaphoideus anguis ingår i släktet Scaphoideus och familjen dvärgstritar. Inga underarter finns listade i Catalogue of Life.